# ويل تود
ويل تود (بالإنجليزية: Will Todd)‏ هو ملحن بريطاني، ولد في 14 يناير 1970 في درم في المملكة المتحدة.

## وصلات خارجية
- ويل تود على موقع ميوزك برينز (الإنجليزية)
- ويل تود على موقع أول ميوزيك (الإنجليزية)
- ويل تود على موقع ديسكوغز (الإنجليزية)